# عمر كلايتون
عمر كلايتون (بالإنجليزية: Omar Clayton)‏ هو لاعب كرة قدم أمريكية أمريكي، ولد في 30 يوليو 1989 في ديكادور في الولايات المتحدة.